# Plagiostenopterina discolor
Plagiostenopterina discolor är en tvåvingeart som beskrevs av Malloch 1931. Plagiostenopterina discolor ingår i släktet Plagiostenopterina och familjen bredmunsflugor. Inga underarter finns listade i Catalogue of Life.